# SAS Masters 2010

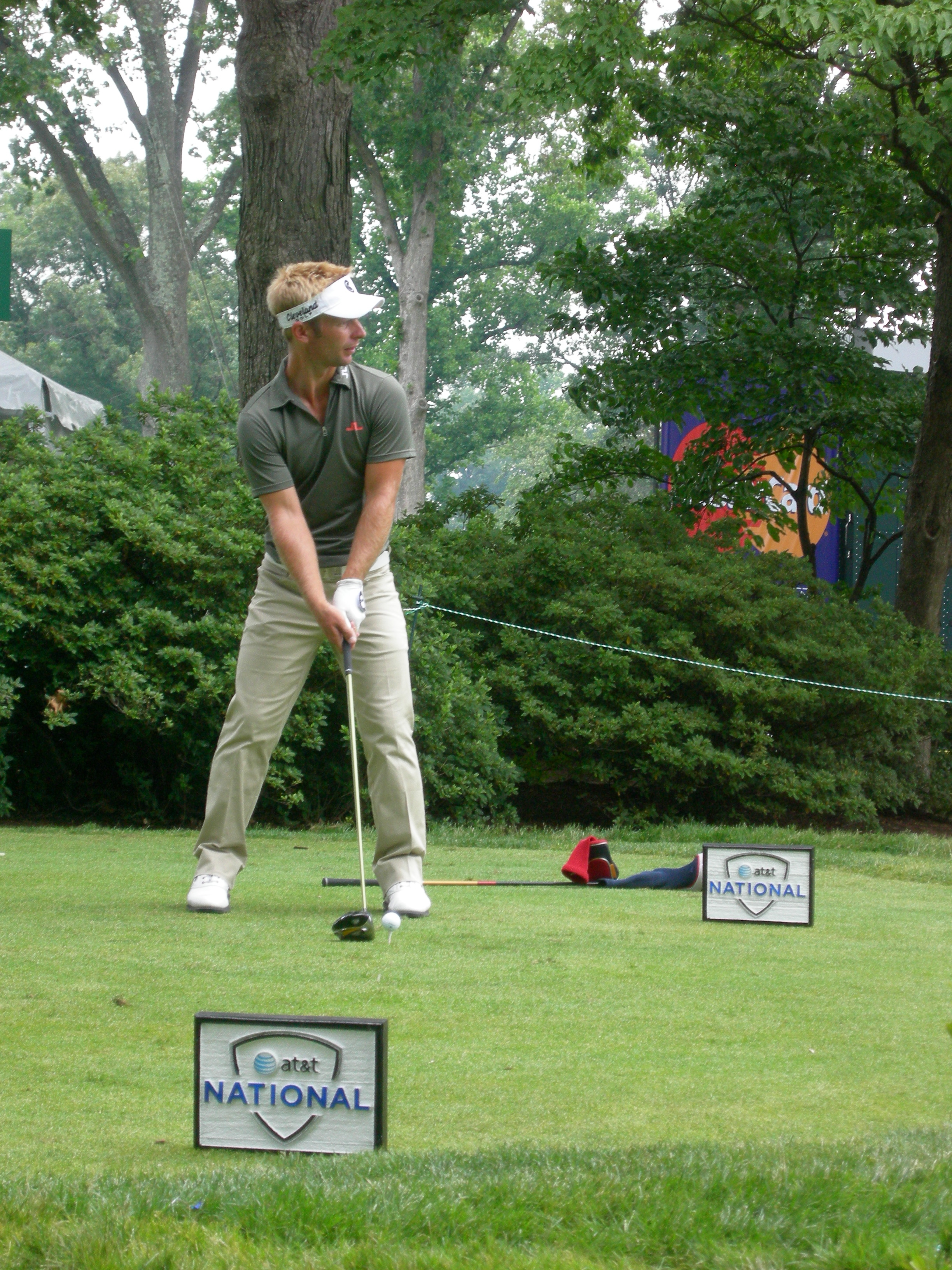
Richard Johnson, winnaar 2010

De Scandinavian Masters is een golftoernooi van de Europese PGA Tour in Zweden. De 20ste editie van de Scandinavian Masters werd 22 - 25 juli 2010 gespeeld op de Bro Hof Slott Golf Club en heeft de naam Nordea Scandinavian Masters. Het prijzengeld is € 1.600.000, de eerste prijs is € 333.330. Titelhouder is Ricardo González.

## De baan
De baan is een ontwerp van Robert Trent Jones Jr. Het is de langste baan van Europa, hij is vrij vlak, heeft veel waterpartijen. De bunkers zijn gevuld met gemalen wit marmer, net als op Valderrama, een baan die door Trent Jones Sr werd ontworpen. Dit geeft een constante kwaliteit.
Het witte slot is tevens clubhuis. Aan het einde van hole 9 is een prieel waar even wat gedronken kan worden.

#### Scorekaart
| Hole   | 1   | 2   | 3   | 4   | 5   | 6   | 7   | 8   | 9   | Out  | 10  | 11  | 12  | 13  | 14  | 15  | 16  | 17  | 18  | In   | Totaal |
| ------ | --- | --- | --- | --- | --- | --- | --- | --- | --- | ---- | --- | --- | --- | --- | --- | --- | --- | --- | --- | ---- | ------ |
| Meters | 529 | 407 | 361 | 200 | 428 | 432 | 208 | 402 | 531 | 3508 | 404 | 175 | 480 | 517 | 380 | 520 | 218 | 137 | 385 | 3226 | 6734   |
| Yards  | 578 | 445 | 395 | 219 | 468 | 472 | 228 | 451 | 581 | 3837 | 442 | 191 | 525 | 585 | 416 | 589 | 238 | 150 | 432 | 3528 | 7365   |
| Par    | 5   | 4   | 4   | 3   | 4   | 4   | 3   | 4   | 5   | 36   | 4   | 3   | 5   | 5   | 4   | 5   | 3   | 3   | 4   | 36   | 72     |

## Verslag

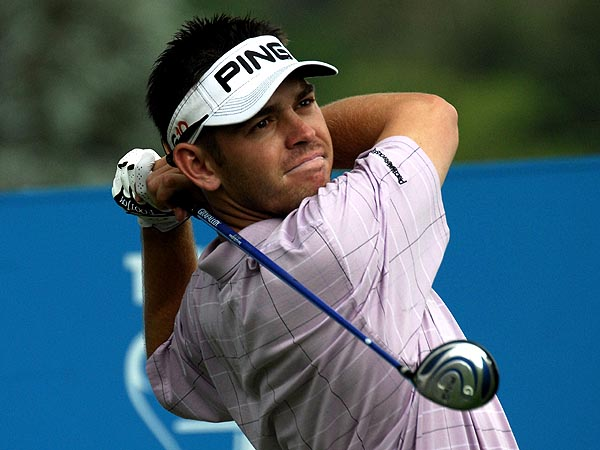
Louis Oosthuizen, co-leider na ronde 1

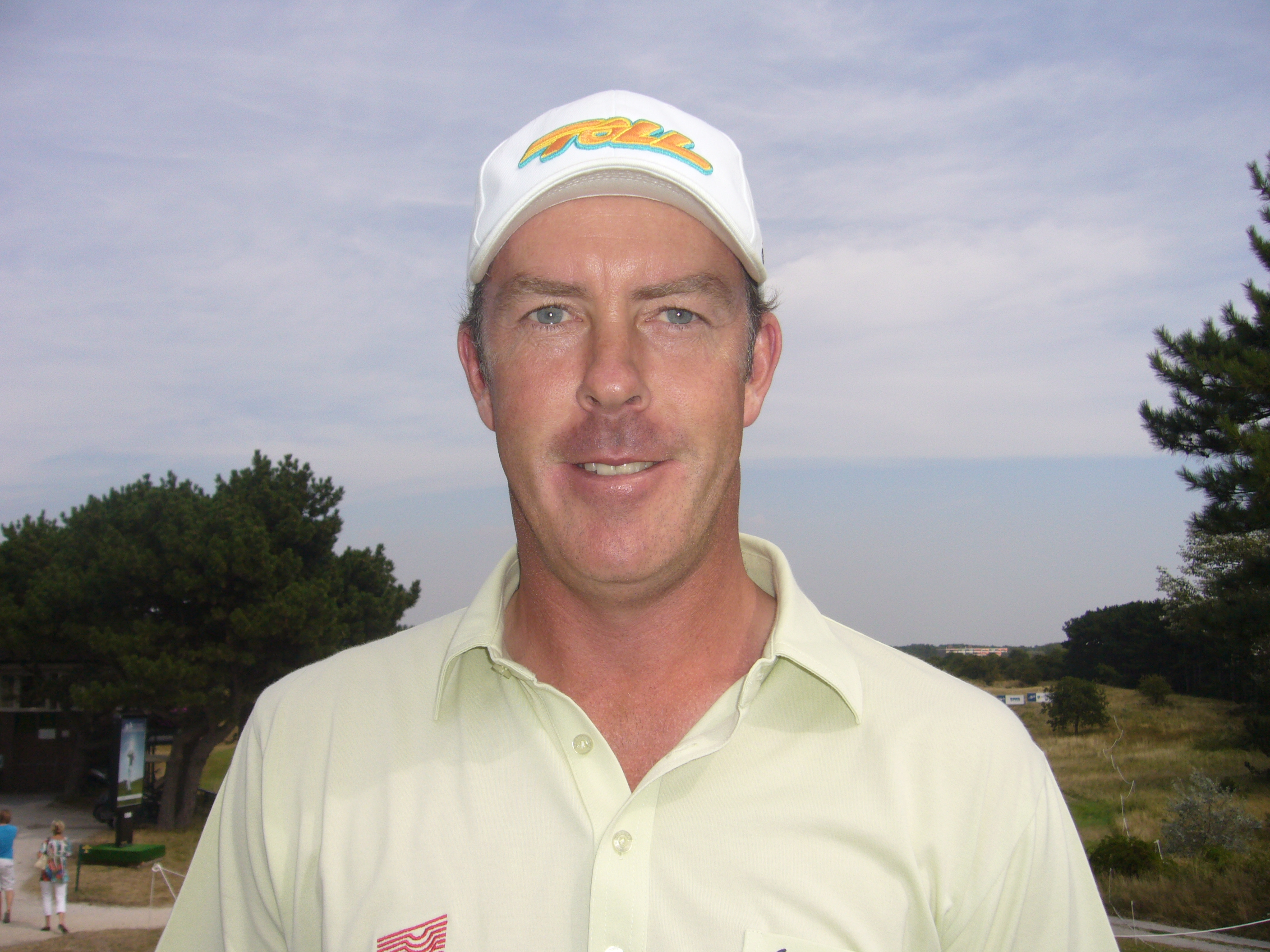
Richard Green, co-leider na ronde 1

#### Ronde 1
13:00 uur: De eerste spelers komen binnen, Nicolas Colsaerts en Maarten Lafeber spelen samen in de tweede flight en zijn net binnen; beiden maakten 73. Robert-Jan Derksen moet nog zes holes, Joost Luiten is nog niet gestart.

20:00 uur: Louis Oosthuizen deelt de leiding met Richard Green en Dustin Johnson.

#### Ronde 2
K J Choi is met een score van 67 en een totaal van -9 aan de leiding gegaan, Richard S Johnson heeft -8 en op de gedeeld 3de plaats staan Rafa Echenique en Louis Oosthuizen. Derksen maakte ook 67 en ging naar de 5de plaats, die hij deelt met Richard Green.

#### Ronde 3
Colsaerts is door zijn score van 67 mooi gestegen naar een gedeeld 7de plaats. Mark Brown is met eenzelfde score 13 plaatsen gestegen. Johnson en Choi delen vanaf de 15de hole de eerste plaats op -10.

#### Ronde 4
13:00 uur: Het heeft vannacht zo hard geregend dat besloten is pas om 11 uur van twee tee's te starten en in flights van drie spelers te spelen; de laatste flight vertrekt om 13:40 uur. Robert-Jan Derksen is net gestart, helaas met een dubbel-bogey op hole 1, net als KJ Choi, die zijn afslag 'out of bounds' sloeg.

15:00 uur: Nicolas Colsaerts, die nu met Derksen speelt, heeft op drie van de eerste zes holes een birdie gemaakt en is met -8 op de 2de plaats gekomen, één slag achter Johnson.
20:00 uur: Colsaerts is net buiten de top 10 geëindigd.
- Live leaderboard

| Eindstand | Naam               | R1 | Score | Nr  | R2 | Score | Totaal | Nr  | R3 | Score | Totaal | Nr  | R4 | Score | Totaal |
| --------- | ------------------ | -- | ----- | --- | -- | ----- | ------ | --- | -- | ----- | ------ | --- | -- | ----- | ------ |
| 1         | Richard S Johnson  | 70 | -2    | T13 | 66 | -6    | -8     | 2   | 70 | -2    | -10    | T1  | 71 | -1    | -11    |
| 2         | Rafa Echenique     | 68 | -4    | T3  | 69 | -3    | -7     | T3  | 72 | par   | -7     | T4  | 69 | -3    | -10    |
| 3         | Edoardo Molinari   | 68 | -4    | T3  | 71 | -1    | -5     | T7  | 71 | -1    | -6     | 6   | 69 | -3    | -9     |
| T4        | Louis Oosthuizen   | 67 | -5    | T1  | 70 | -2    | -7     | T3  | 70 | -2    | -9     | 3   | 73 | +1    | -8     |
| T4        | Brett Rumford      | 71 | -1    | T23 | 70 | -2    | -3     | T12 | 70 | -2    | -5     | T7  | 69 | -3    | -8     |
| T4        | Mark Brown         | 73 | +1    | T70 | 69 | -3    | -2     | T17 | 67 | -5    | -7     | T4  | 71 | -1    | -8     |
| T11       | Nicolas Colsaerts  | 73 | +1    | T70 | 70 | -2    | -1     | T27 | 68 | -4    | -5     | T7  | 72 | par   | -5     |
| 13        | K J Choi           | 68 | -4    | T3  | 67 | -5    | -9     | 1   | 71 | -1    | -10    | T1  | 78 | +6    | -4     |
| T14       | Richard Green      | 67 | -5    | T1  | 71 | -1    | -6     | T5  | 73 | +1    | -5     | T7  | 74 | +2    | -3     |
| T19       | Robert-Jan Derksen | 71 | -1    | T23 | 67 | -5    | -6     | T5  | 73 | +1    | -5     | T7  | 75 | +3    | -2     |
| T19       | Dustin Johnson     | 67 | -5    | T1  | 73 | +1    | -4     | T9  | 74 | +2    | -2     | T19 | 72 | par   | -2     |
| T28       | Joost Luiten       | 73 | +1    | T70 | 70 | -2    | -1     | T27 | 71 | -1    | -2     | T19 | 74 | +2    | par    |
| T51       | Maarten Lafeber    | 73 | +1    | T70 | 71 | -1    | par    | T38 | 73 | +1    | +1     | T36 | 73 | +1    | +2     |
| T57       | Steven Jeppesen    | 68 | -4    | T3  | 74 | +2    | -2     | T17 | 81 | +9    | +7     | T60 | 72 | par   | +7     |

## De spelers
Er doen zes voormalige winnaars mee. Het jaartal van hun overwinning staat achter hun naam. Ook Louis Oosthuizen, de winnaar van het Brits Open dat vorige week gespeeld werd, is aanwezig.
Victor Dubuisson, die in 2009 het Europees Amateur won en daardoor als amateur op het Open in 2010 mocht spelen, is daarna professional geworden.
| - Felipe Aguilar - Fredrik Andersson Hed - Phillip Archer - Peter Baker (1993) - Benn Barham - Sion E. Bebb - Richard Bland - Liam Bond - Michael Bothma - Grégory Bourdy - Gary Boyd - Markus Brier - Paul Broadhurst - Mark Brown - Andrew Butterfield - Rafael Cabrera Bello - Michael Campbell - Magnus A. Carlsson - Clodomiro Carranza - Ariel Cañete - Christian Cévaër - S S P Chowrasia - Gary Clark - George Coetzee - Robert Coles - Nicolas Colsaerts - François Delamontagne - Robert-Jan Derksen - David Dixon - Stephen Dodd - Andrew Dodt - Jamie Donaldson - Nick Dougherty - Scott Drummond - David Drysdale - Paul Eales - Rafa Echenique - Pelle Edberg - Johan Edfors - Jamie Elson | - Martin Erlandsson - Niclas Fasth - Kenneth Ferrie - Richard Finch - Oliver Fisher - Alastair Forsyth - Mark Foster - Chris Gane - Jean-Baptiste Gonnet - Ricardo González (2009) - Richard Green - Stephan Gross Jr. - Julien Guerrier - Mark F Haastrup - Joakim Haeggman (1997) - Anton Haig - Peter Hanson (2008) - Benjamin Hebert - Peter Hedblom - Scott Hend - Oskar Henningsson - Michael Hoey - David Howell - Jeppe Huldahl - Sam Hutsby - Mikko Ilonen (2007) - Raphaël Jacquelin - Steven Jeppesen - Eirik Tage Johansen - Michael Jonzon - Roope Kakko - James Kamte - Anthony Kang - Shiv Kapur - Robert Karlsson - Søren Kjeldsen - Rick Kulacz - Maarten Lafeber - José Manuel Lara - Pablo Larrazábal | - Peter Lawrie - José-Filipe Lima - Sam Little - Gary Lockerbie - Michaël Lorenzo-Vera - Jean-François Lucquin - Joost Luiten - Mikael Lundberg - David Lynn - Pablo Martín - Andrew McArthur - Richard McEvoy - Damien McGrane - Edoardo Molinari - James Morrison - Gary Murphy - Christian Nilsson - Chapchai Nirat - Seung-yul Noh - Alexander Norén - Henrik Nyström - Steven O'Hara - Peter O'Malley - Fredrik Ohlsson - Hennie Otto - Jesper Parnevik - John Parry - Phillip Price - Julien Quesne - Richie Ramsay - Jyoti Randhawa - Robert Rock - Carlos Rodiles - Marco Ruiz - Brett Rumford - James Ruth - Rory Sabbatini - Jarmo Sandelin - Patrik Sjöland - Graeme Storm | - Scott Strange - Carl Suneson - Andrew Tampion - Simon Thornton - Mark Tullo - Miles Tunnicliff - Daniel Vancsik - Anthony Wall - Paul Waring - Marc Warren (2006) - Steve Webster - Peter Whiteford - Martin Wiegele - Danny Willett - Fabrizio Zanotti - David Lingmerth - Rickie Fowler - Dustin Johnson - Troy Matteson - Victor Dubuisson - Marius Thorp - Louis Oosthuizen - K J Choi - Richard S Johnson - Åke Nilsson - Joel Sjöholm - Anders Sjöstrand - Fredrik Henge - Rikard Karlberg - Wilhelm Schauman - Marcus Palm - Nils Floren - Jeff Karlsson - Jesper Kennegard - Victor Tarnstrom - Pontus Widegren |

Zie ook het overzicht van de Europese PGA Tour 2010